# L'inafferrabile Primula Rossa
L'inafferrabile Primula Rossa (The Elusive Pimpernel) è un film del 1950 diretto da Michael Powell e Emeric Pressburger.

## Distribuzione
Il film è stato presentato in anteprima alla 10ª Mostra internazionale d'arte cinematografica di Venezia (1949), mentre la prima londinese è stata il 7 novembre 1950.
Negli Stati Uniti è stato presentato il 17 aprile 1954 con il titolo The Fighting Pimpernel.